# 春黃菊族
春黃菊族（Anthemideae）是菊科菊亞科的一個族，大部分種位於中亞、地中海盆地和非洲南部。
2006年時，該族有1,800個屬，但後來被拆分，現在約有100多個屬。該族最大的屬是艾属。